# Рушниця

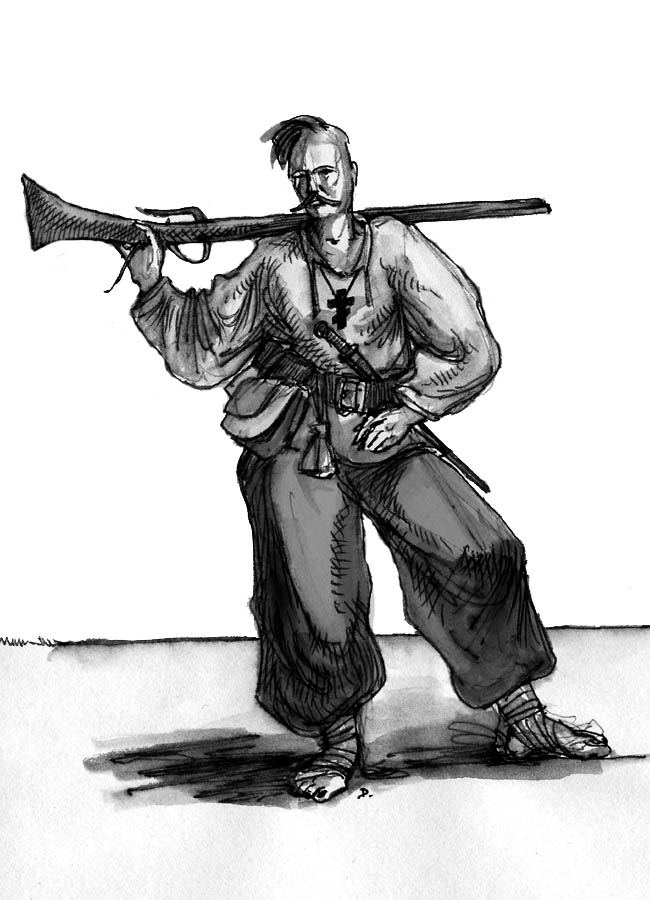
Козак з рушницею

Рушни́ця (від чеськ. ručnice), заст. ґвер (від нім. Gewehr) — в сучасному вузькому значенні — довгоствольна стрілецька зброя, призначена для утримання та управління при стрільбі двома руками з упором приклада в плече, гладкоствольна чи комбінована (з гладкими і нарізними стволами), що стріляє кулею або дробом. До відносно недавнього часу (початок XX ст.) «рушниця» в широкому сенсі означала будь-яку довгоствольну ручну зброю, включаючи нарізну і автоматичну. Ручна, переважно гладкоствольна вогнепальна або пневматична зброя.
Слово «рушниця» має чеське походження — від ručnice, яке утворене від ruka («рука»). Цим словом позначали легку, «ручну» вогнепальну зброю, протиставляючи її важким гарматам.
Комбінованими називають рушниці, які мають як нарізні, так і гладкі стволи.
Рушниці поділяють на мисливські та бойові. Бойові рушниці з'явились у XIV—XV ст.

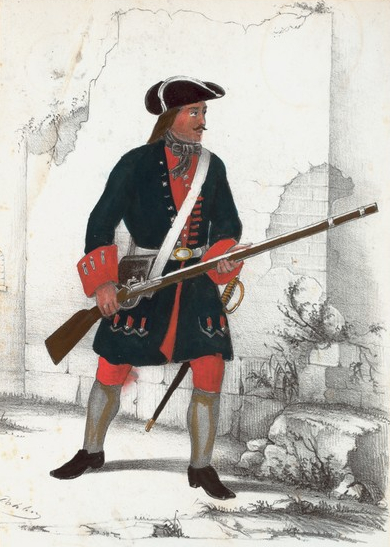
Російський солдат-фузилер часів Петра I з кременевою рушницею

За межами збройної галузі рушницею називають, наприклад, метальну зброю для підводного полювання (підводна рушниця) незалежно від принципу її дії. Фоторушницею називають спеціалізований фотоапарат з довгофокусним об'єктивом.

## Історія

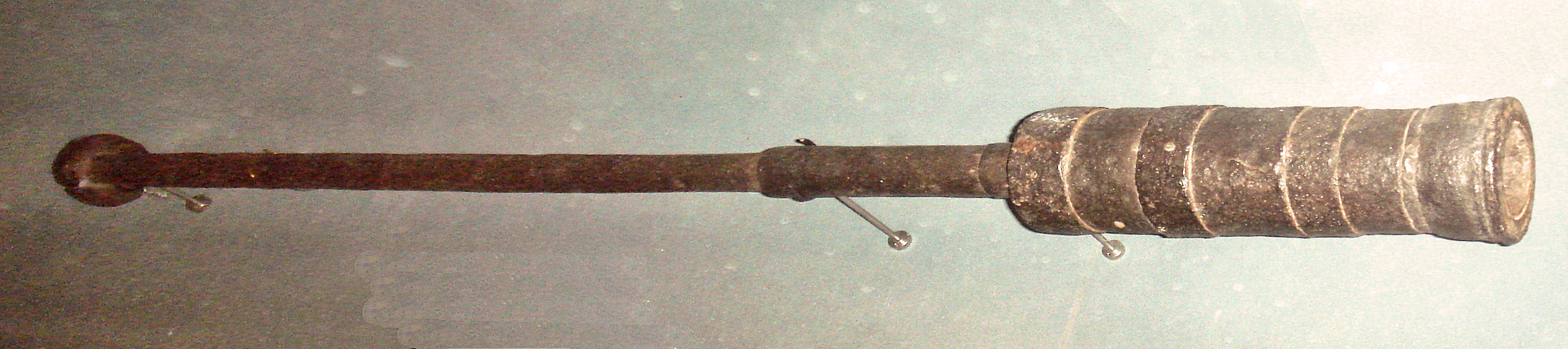
Ручниця (ручна бомбарда) кінця XVI століття

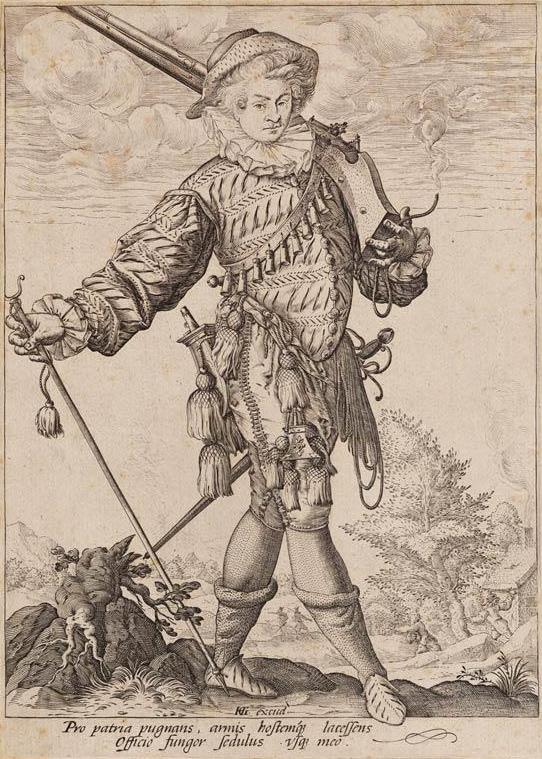
Аркебузир XVI століття

Перші рушниці з'явилися в середині XV століття. Попередниками рушниці були дульнозарядні ручні гарматки XIV століття (кулеврини, шланги, ручниці, бомбарди), розвитком яких стала аркебуза, що з'явилася у XV ст. Радянський зброяр В. Г. Федоров у своїй «Історії гвинтівки» вживає термін «рушниця» вже щодо цих первісних зразків, які ще навіть не мали рушничного ложа в її звичному вигляді: стрілець укладав «приклад» зверху на плече або притискав його передпліччям до тулуба. Ці ранні рушниці мали великий калібр (20-40 мм) і малу довжину ствола (6-12 калібрів); до кінця XV ст. калібр ручних пищалей зменшився до 20-30 мм, а ствол подовжився до 25-30 калібрів. До другої половини XV століття рушниця отримала ґнотовий замок і приклад, пристосований для упору в плече (аналогічний вже використовувався раніше на арбалетах), з'явилися примітивні прицільні пристосування (цілик). Завдяки цим удосконаленням дещо покращилася точність бою і поводження зі зброєю стало значно зручніше. Проте рушниці залишалися дуже громіздкими і важкими, для їх обслуговування часто були потрібні дві людини.
У XVI ст. для протидії вершникам у важких обладунках розвинувся мушкет — тип дульнозарядної гладкоствольної ґнотової рушниці масою 6-8 кг, калібром близько 22 мм при масі кулі близько 50 г. Стрільба з мушкета велася переважно з упора — спеціальної підставки з рогатиною. Дальність прицільного пострілу досягала 150 м. Віддача при стрільбі була дуже сильна, мушкет з приладдям і боєзапасом мав велику вагу, тому в мушкетери відбирали найміцніших і рослих солдатів. У 1624 року в Швеції був введений полегшений (5 кг) піхотний мушкет без підставки.

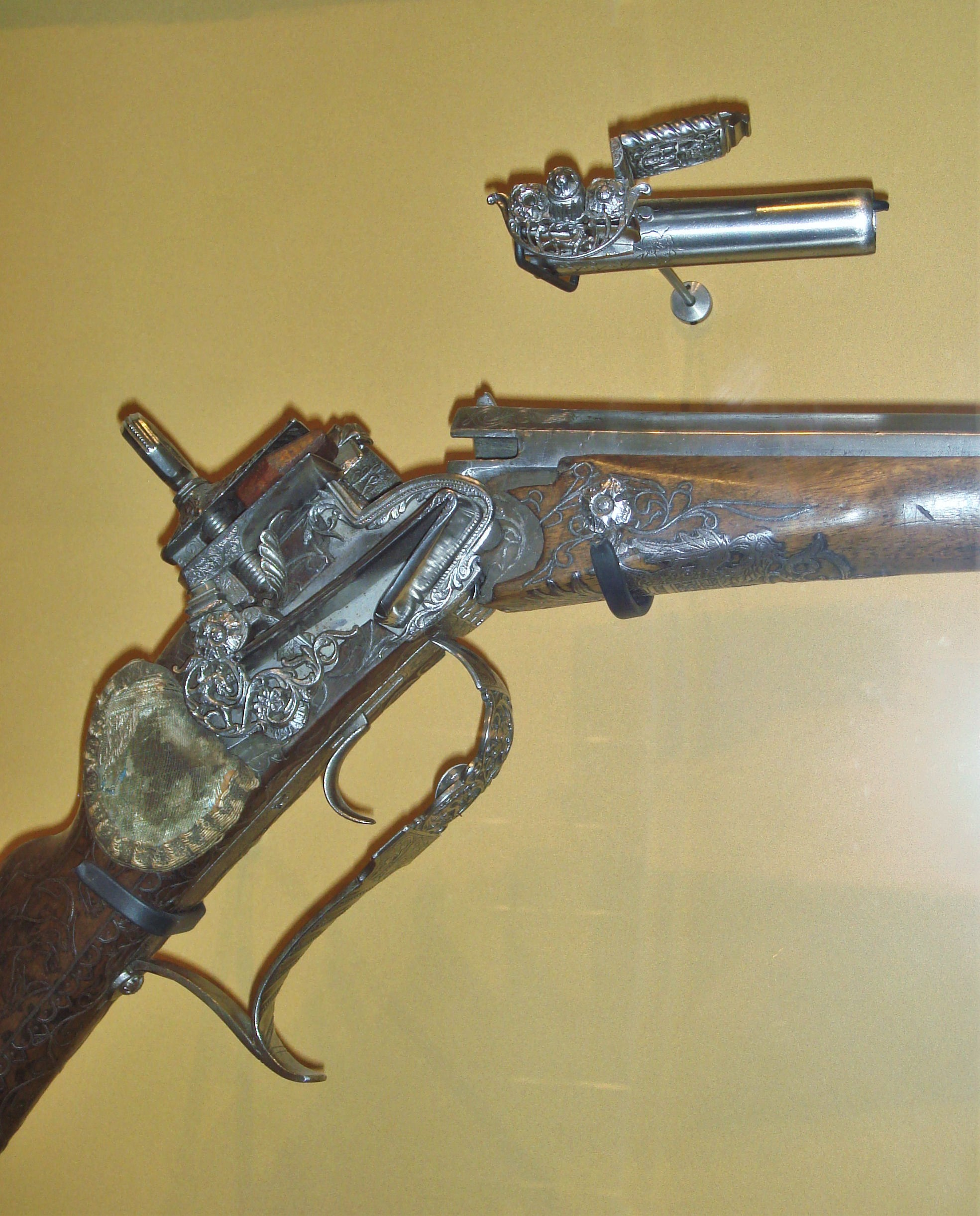
Кременева рушниця початку XVIII ст. зі знімною зарядною каморою — спроба спростити заряджання зброї

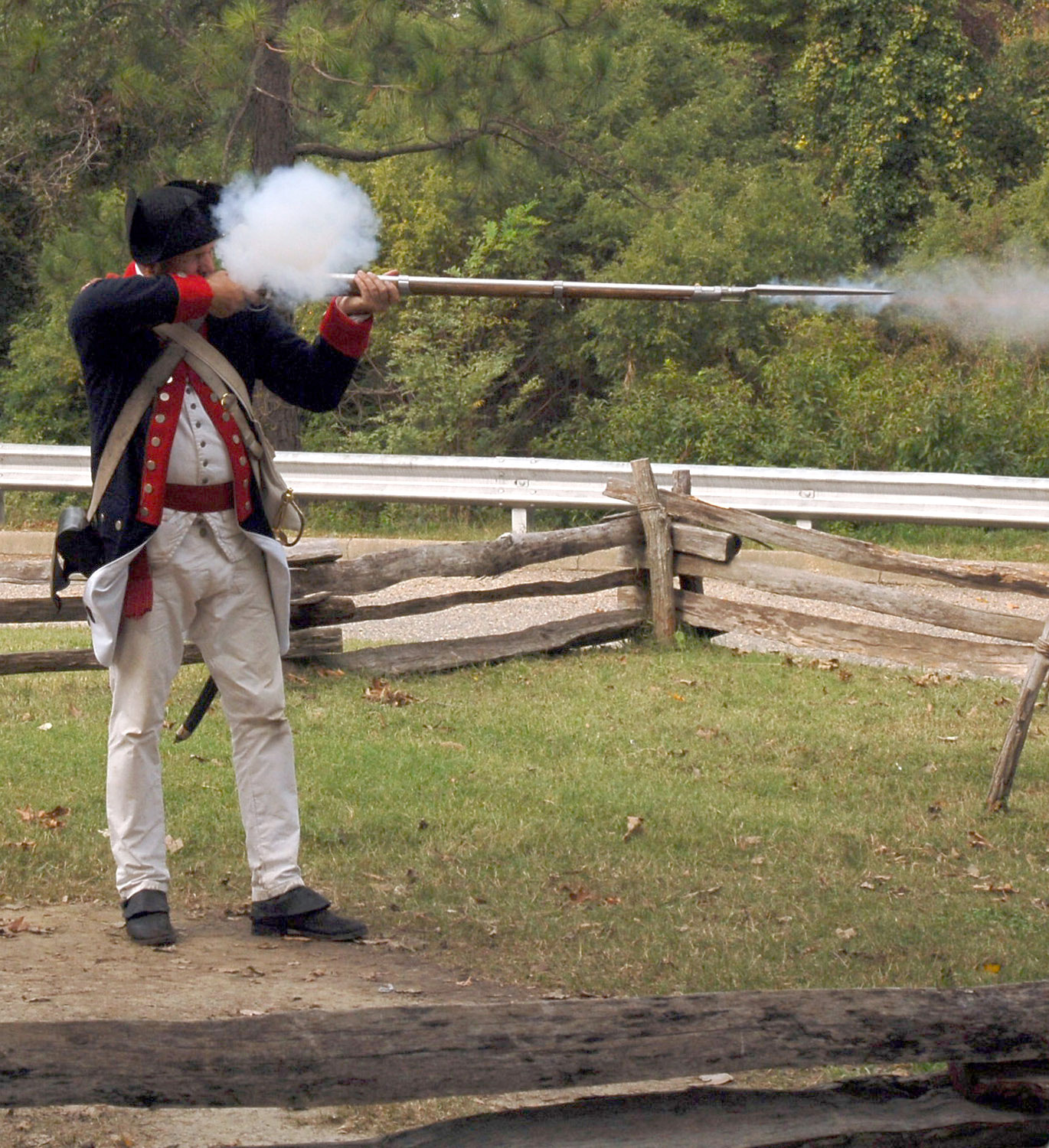
Стрільба з кременевої рушниці кінця XVIII ст.

Кардинально покращилися бойові властивості рушниць з введенням в XVI ст. колісцевого замка замість ґнотового. Колісцевий замок був, втім, набагато дорожче, тому колісцевими рушницями озброювалася в основному кавалерія. Ґнотовий (і колісцевий) замки до початку XVIII ст. були практично повністю витіснені більш дешевим і простим в користуванні кременевим ударним, і ця система залишалася основною аж до першої чверті XIX ст. У XVII—XVIII століттях отримують поширення кременеві рушниці-фузії.
При заряджанні було необхідно точно відміряти порцію пороху: недовага зменшувала дальність польоту і потужність кулі, а надмірний заряд міг привести до розриву ствола. Для спрощення процесу заряджання використовувалися набори з дерев'яних трубочок із заздалегідь відміряними порціями пороху — берендейки. До XVII ст. належить поява паперового набою — упакованого в паперову обгортку порохового заряду і кулі (пізніше ще й капсуля). Процес заряджання таким патроном дещо спростився: стрільцю не потрібно було кожен раз діставати з окремих сумок кулі і матеріал для пижа.
Якихось принципових відмінностей між військовими та цивільними (мисливськими) рушницями до XIX в. не було. Різниця була лише в якості виготовлення і обробки, а також в тому, що важливі для полювання і дорогі технічні нововведення раніше з'являлися на цивільних рушницях, ніж на масовій армійській зброї.
У першій половині XIX ст. запропоновано кілька варіантів куль, які мали полегшити заряджання дульнозарядних гвинтівок (штуцерів); найбільш вдалим з ним виявилася куля Міньє. Завдяки деформації у стволі вона щільно прилягала до нарізів, забезпечуючи високу обтюрацію.
У XIX столітті з'явилися три удосконалення, які радикально змінили вигляд стрілецької зброї: капсульне запалювання різко підвищило надійність боєприпасу в порівнянні з примхливим іскровим принципом запалювання; затвор уможливив заряджання з казни; унітарний патрон, особливо з появою бездимного пороху, відкрив шлях до швидкострільних систем. Казеннозарядні рушниці остаточно вирішили проблему швидкості заряджання гвинтівок й обтюрації в нарізному стволі. Як наслідок, військова рушниця ближче до 1870-х — 1880-х років скрізь стала майже виключно нарізною (щодо неї вживається термін гвинтівка), а її калібр постійно зменшувався, дійшовши до кінця століття до звичайних 7 … 8 мм. Гладкоствольні рушниці залишилися в цивільному обороті, в основному як мисливська зброя (для стрільби дробом нарізний ствол не потрібний). Широко поширилися багатоствольні рушниці, в тому числі комбіновані, з гладкими і нарізними стволами різних калібрів в одному блоці (двостволки, дриллінги, бюксфлінти тощо). Найпоширенішою конструкцією мисливської рушниці стала «переломка», коли блок стволів кріпиться на шарнірі і для заряджання відкидається вниз відносно ложі; але відомі й інші — зі стволами, що повертаються в горизонтальній площині або рухаються вперед, з поздовжньо-ковзним затвором, револьверні.
Гладкоствольна рушниця як військова зброя пережила своє друге народження в останній період Першої світової війни. На озброєнні штурмових груп, які вели ближній бій безпосередньо в окопах супротивника, з'явилися дробові рушниці (часто вкорочені), набагато більш зручні у вузькому просторі, ніж піхотна гвинтівка, і які мали набагато сильнішу зупиняючу дію, ніж револьвер. Особливий успіх мала багатозарядна рушниця Winchester Model 1897 зі ковзною цівкою («помпова»). З'явився навіть англійський термін trench gun — «траншейна рушниця». Бойові рушниці знайшли застосування і в подальших конфліктах за участю США: Другій світовій, Корейській, В'єтнамській війни, і знаходяться на озброєнні до тепер. Гладкоствольні рушниці, в основному помпові і самозарядні, широко використовуються поліцейськими службами в багатьох країнах. Дробовий заряд має велику зупиняючу дію, при цьому не створює рикошетів і досить безпечний на відстані більше декількох десятків метрів, а кулею великого калібру можна, наприклад, ефективно вивести з ладу автомобіль або зруйнувати дверний замок.

### В Україні
Легші (порівняно з мушкетами) рушниці набули значного поширення в Україні. Запорожці під час таємних вилазок задля того, щоб ворог не помітив блиску зброї — ледь замочували стволи у розсолі (при цьому вони втрачали блиск). Завдяки легкості рушниці з'явилась можливість вести вогневий бій у різноманітному положенні (а не лише стоячи і спираючи ствол на підставку), у тому числі і сидячи на коні.
Рушниці активно використовували і для ведення залпового вогню по ворогу. При цьому застосовували як рядний принцип стрільби, так і ведення вогню лише найвлучнішими стрільцями (інші заряджали вільні рушниці).
Стволи рушниці мають різноманітну довжину, але найчастіше у межах 1 метра (± 10-20 см). У розрізі стволи бувають круглі, або 8-гранні. У казенній частині ствол переважно ширший, ніж біля дульного зрізу. Ряд стволів мають біля дульного зрізу невеличке розширення, а окремі — розтруб для стрільби картеччю. Вага ствола коливається у межах 1,5 кг (± 500 гр.), але є і винятки, зумовлені розмірами. Калібр коливається від 12 до 20 мм. Для точнішої стрільби з часом застосовують нарізи на внутрішній поверхні ствола рушниці («гвинтівки»).
Ложе виготовляли часто з горіха (відомі й інші породи дерева), але могли доповнюватись кістяними вставками (рушниці кримського і кавказького виробництва мали на кінці дерев'яного приклада кістяну «п'яту»). Замок міг бути ґнотовим або кременевим. Шомпол виготовляли зі сталі і поміщали у спеціальному отворі в ложі під стволом.
Рушниці, як правило, мають різноманітні прикраси у вигляді металевих інкрустаційних пластин, різьблення по дереву і кості, насікання, чорніння та гравірування на металевих частинах рушниць (ствол, замок, обіймиці).
У козацькому війську використовували рушниці різноманітного походження: османські, кримські, кавказькі, німецькі, польські, російські, місцевого виробництва і т. і.

## Типи рушниць

Типи комбінованих рушниць

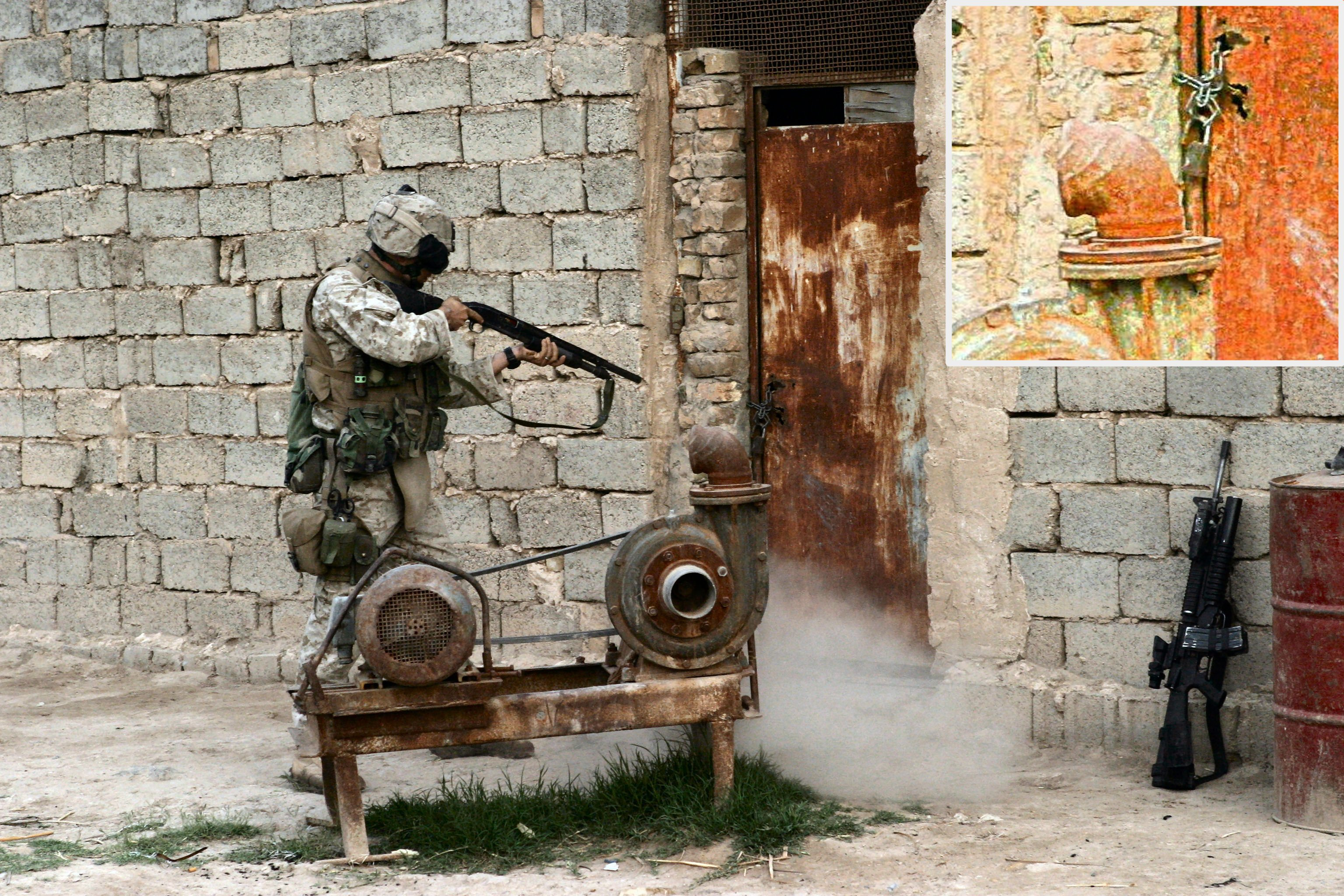
Американський морський піхотинець з помповою рушницею (Ірак, 2005)

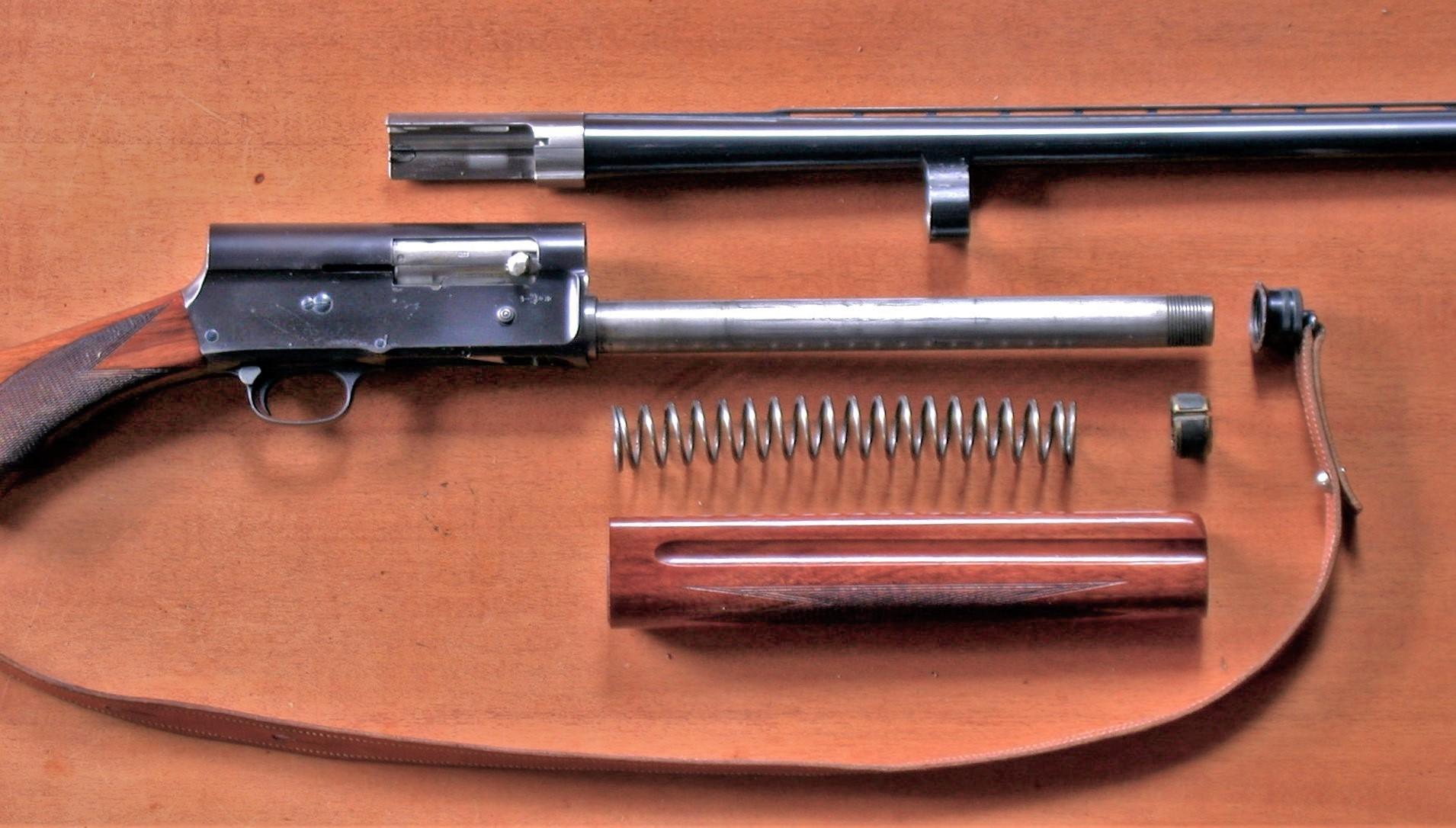
Browning Auto 5 — перша комерційна успішна самозарядна рушниця. Вироблялася з 1898 по 1998 р. Конструктор Дж. М. Браунінг

За кількістю і компонуванням стволів сучасні рушниці бувають:
- одноствольні;
- двуствольні з горизонтальним розташуванням гладких стволів одного калібру, або «горизонталки» (найпоширеніший вид мисливських рушниць);
- бокфлінт, «вертикалка» — двоствольна рушниця з вертикальним розташуванням гладких стволів;
- бюксфлінт — горизонтальна двостволка з одним нарізним стволом;
- бокбюксфлінт — вертикальна версія бюксфлінта;
- дриллінг або трійник — рушниця з двома гладкими і одним нарізним стволами;
- бокдриллінг — дриллінг, у якого всі три стволи розташовані у вертикальній площині;
- фірлінг — два гладких і два нарізних стволи;
- експрес-фірлінг — один короткий і два нарізних стволи, причому два нарізних стволи мають рівний калібр;
- рушниці з великою кількістю стволів, відносяться, швидше, до технічних курйозів. Наприклад, відомі п'ятистволові кременеві рушниці з вертикальним розташуванням стволів майстра Йоганна А. Хермана (Візенталь, Німеччина), 1730-ті рр.

За схемою заряджання, крім класичного «переломлення» (блок стволів відкидається на шарнірі вниз щодо колодки), застосовуються:
- болтові — з поздовжньо ковзним затвором за схемою Дарна або на зразок гвинтівочного (ТОЗ-106, МЦ-20[6], «фроловки»);
- з блоком стволів, які рухаються вперед щодо ложі, або повертаються навколо вертикальної осі;
- револьверні — одноствольні багатозарядні, побудовані за принципом револьвера[7];
- помпові — рушниці з рухомою назад-вперед або вперед-назад цівкою. Оснащуються підствольним або надствольним трубчастим магазином на 3-7 патронів, хоча ряд моделей використовують коробчаті магазини;
- важільні — багатозарядні рушниці з ручним механізмом перезарядження, що приводиться в дію рухомою запобіжною скобою;
- самозарядні з різними схемами роботи автоматики і магазином різних конструкцій.

За конструкцією ударно-спускового механізму рушниці (крім багатозарядних) бувають із зовнішнім розташуванням курків і з курками, прихованими в колодці («безкуркові»).

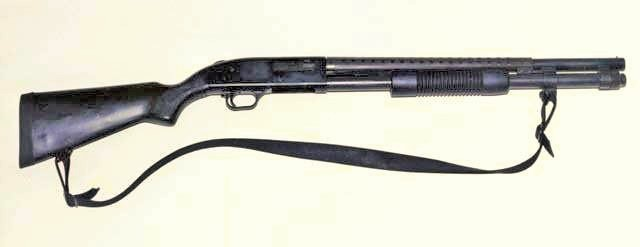
Помпова рушниця Mossberg 590 с підствольним магазином
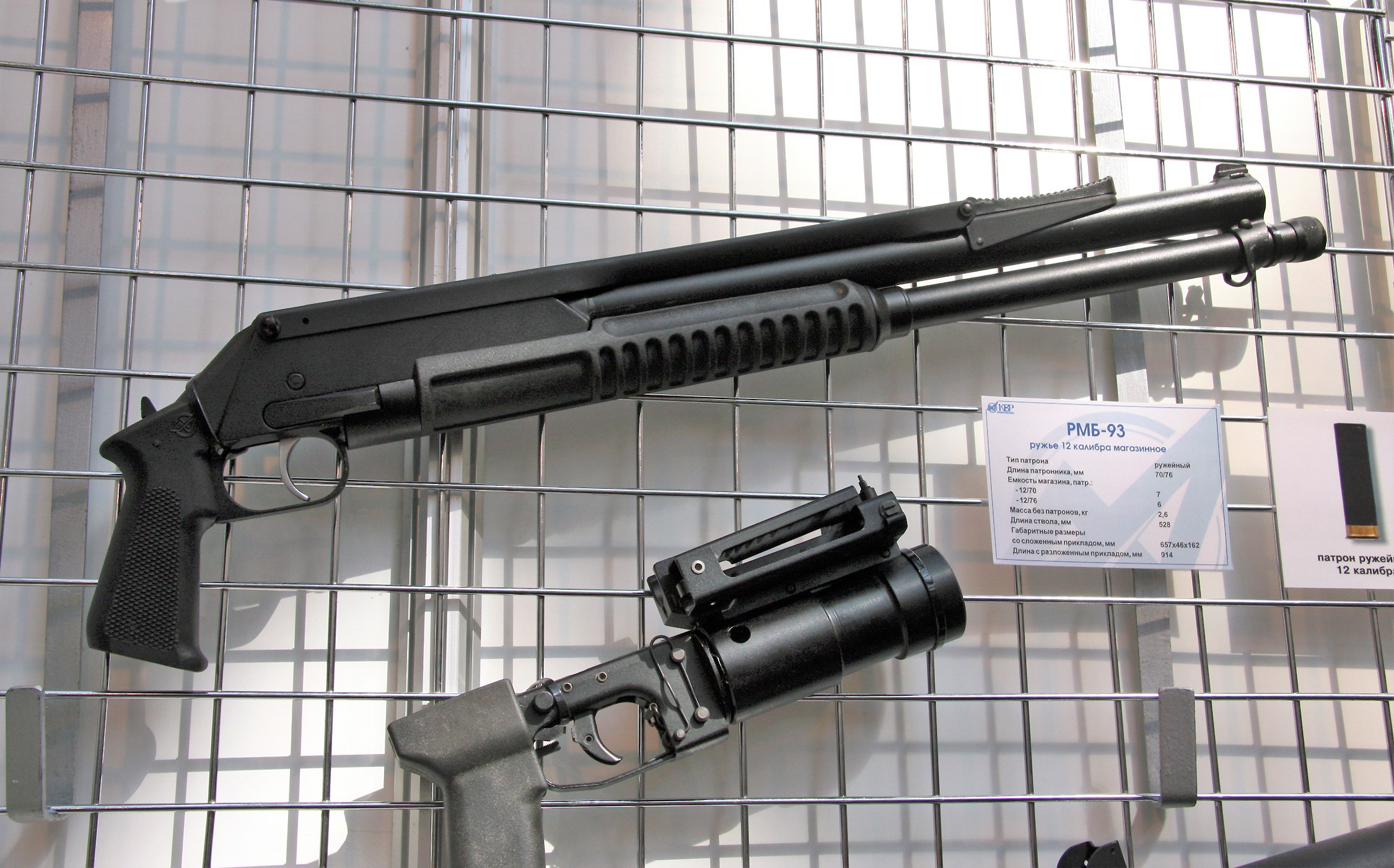
Помпова рушниця РМБ-93 с надствольним магазином
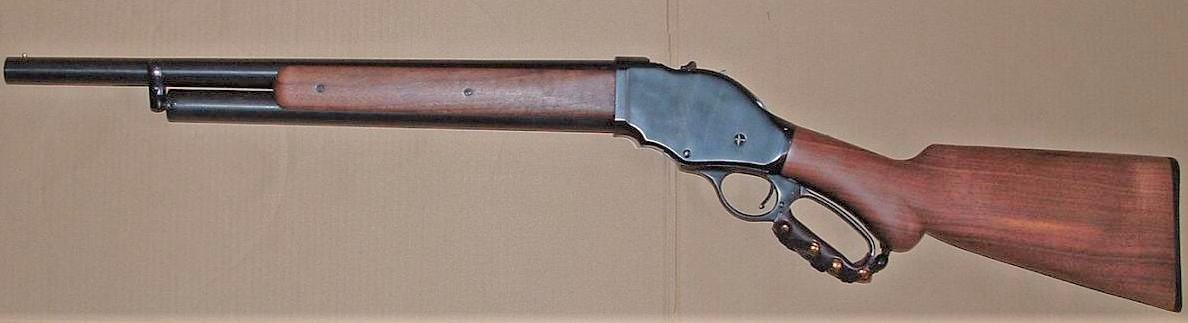
Важільна рушниця Winchester Model 1887
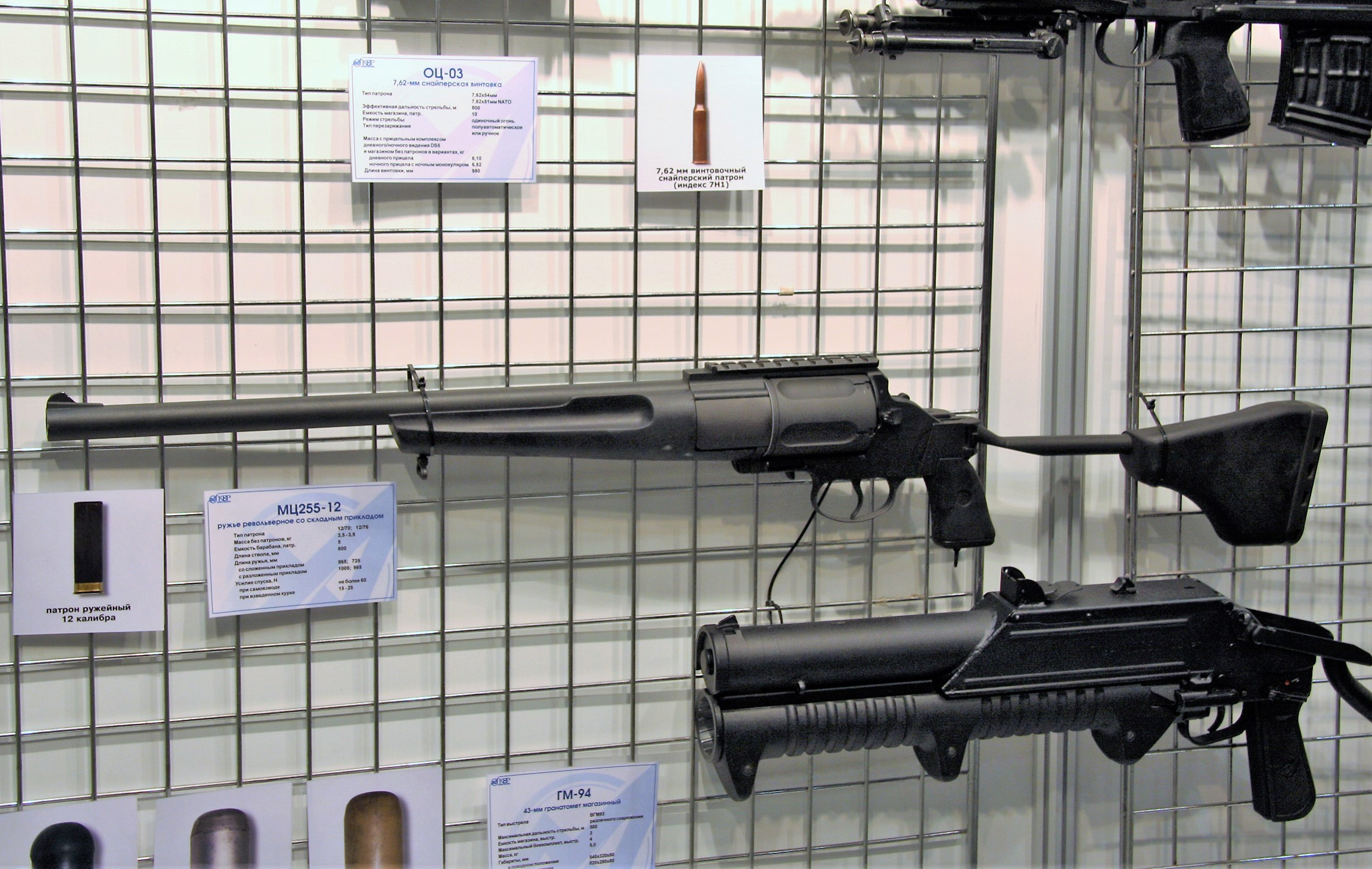
Револьверна рушниця МЦ-255-12
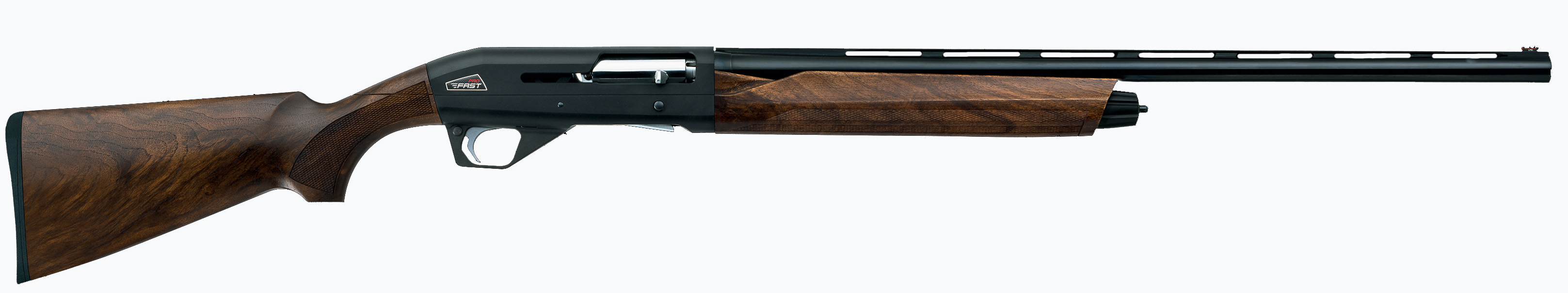
Самозарядна рушниця з трубчатим магазином
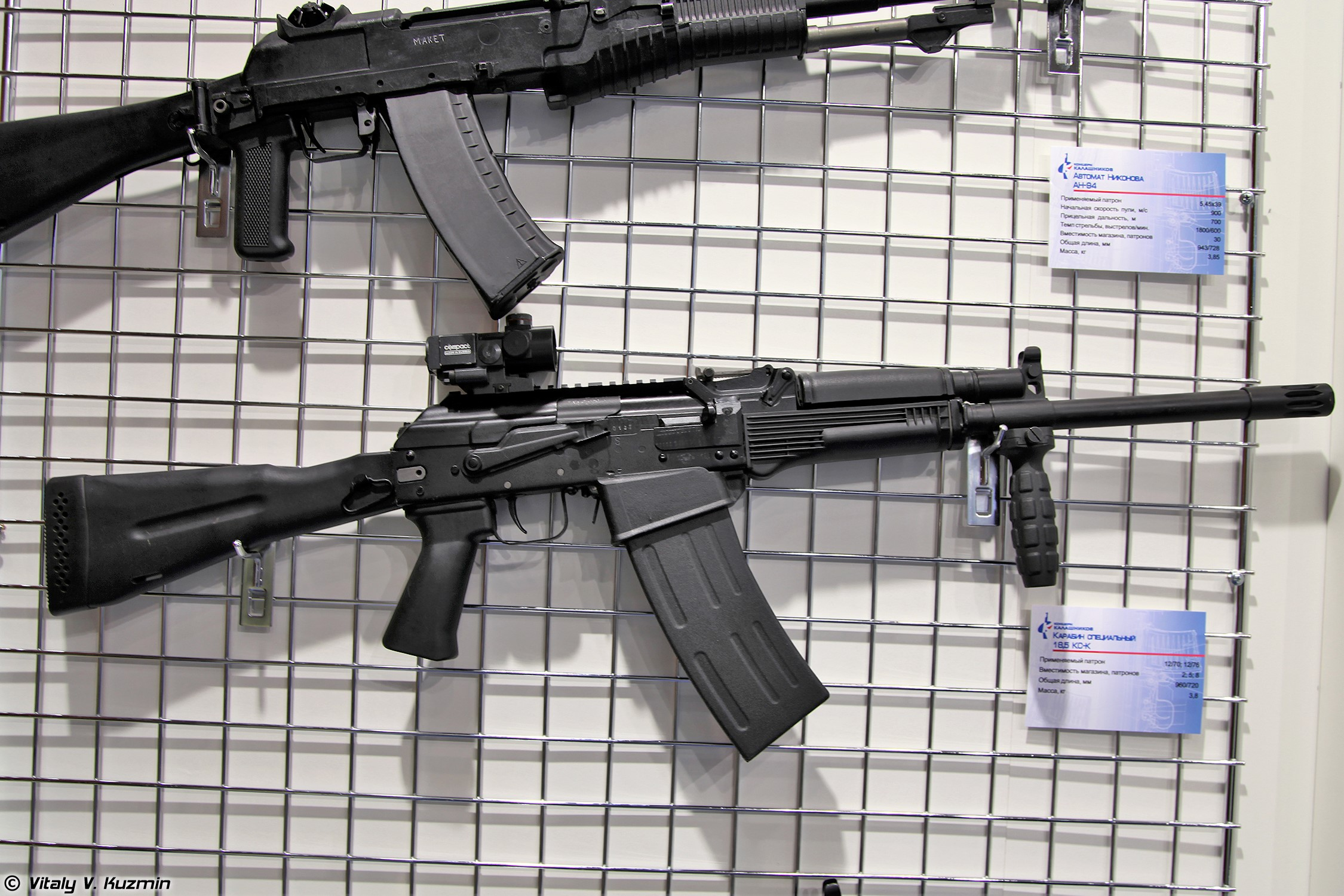
Самозарядна рушниця 18,5 КС-К з коробчастим магазином

## Знамениті рушниці

### «Смуглянка Бесс»
«Смуглянка Бесс» (Brown Bess) — неофіційне, але загальноприйняте прізвисько стандартної піхотної рушниці британської армії, яка стояла на озброєнні з 1722 по 1838 рік майже без змін. Редьярд Кіплінг присвятив цій зброї вірш.

### Browning Auto 5
Browning Auto 5 — перша вдала самозарядна рушниця, випускалася з 1898 по 1998 р.

### «Оленебій»
Надзвичайно точна рушниця з дуже довгим стволом і з власним ім'ям «Оленебій» (англ. Deerslayer) належала мисливцеві Натті Бампо з романів Фенімора Купера. Цій рушниці Бампо зобов'язаний одним зі своїх прізвиськ — Довгий Карабін.

### «Фроловка»
Дуже поширена у СРСР з 1920-х рр. рушниця, що вироблялася шляхом заводської переробки старих гвинтівок Мосіна.

### «Рушниці Герінга»
Головний лісничий і головний єгер Німеччини до 1945 року, Герман Герінг був великим любителем зброї і полювання. Його величезна колекція була після війни частково розкрадена. Приватні власники регулярно пропонують на продаж «рушниці з колекції Герінга», причому доказів їх автентичності часто немає. Одна з таких рушниць є у колекції Леоніда Кравчука.[джерело?]

### «Монтекрісто»
Під цією назвою в Росії наприкінці XIX — початку XX ст. були дуже популярні рушниці і пістолети для розважальної стрільби під слабкий кульовий або дробовий патрон калібру від 4 до 9 мм. Часто згадуються в мемуарах того часу як іграшка і зброя для полювання по дрібній птиці.

## Характеристики

### Загальні положення
Рушницям притаманні такі основні складові: металевий ствол без нарізів (з нарізами— гвинтівка); ложе з прикладом; замок; шомпол (зазвичай).
Умовно, всі рушниці, в залежності від їх конструкції, можна поділити на дві основні системи: з відкидними стволами, та з невідкидними стволами.
Головною особливістю рушниць з відкидними стволами є те, що кожен ствол споряджается одним набоєм, а механізм досилання нових набоїв — відсутній. Такі рушниці можуть мати один, два, навіть три стволи (у комбінованих рушниць щонайменше один з цих стволів може бути нарізним).
Рушниці з невідкидними стволами можуть мати як один, так і два ствола (система Дарна). Поширені одноствольні рушниці з невідкидними стволами можна розділити на:
1. рушниці з поздовжньо-ковзним затвором;
2. рушниці з рухомою цівкою (помпові рушниці);
3. рушниці зі скобою-важелем (скоба Генрі).

В рушницях обох систем курок може бути як зовнішнім, так і внутрішнім.

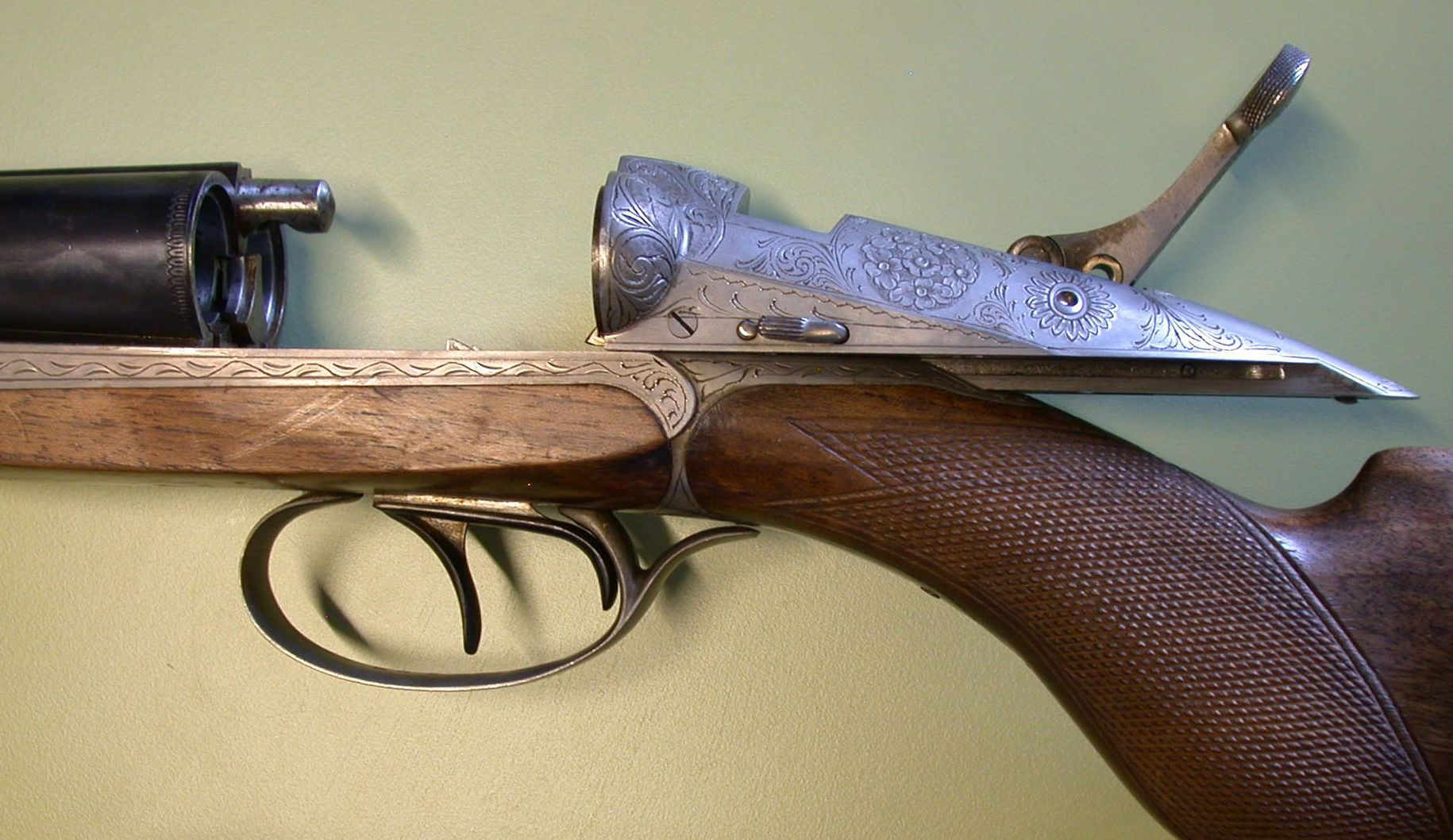
Двоствольна рушниця системи Дарна з затвором, який зсувається назад.

### Калібр
Для гладкоствольних мисливських рушниць число калібру означає кількість куль, які можна відлити з 1 англійського фунта свинцю (453,6 г). Кулі при цьому повинні бути сферичні, однакові за масою й діаметром, який дорівнює внутрішньому діаметру ствола в середній його частині. Чим менший діаметр ствола, тим більша кількість куль. Таким чином двадцятий калібр менше шістнадцятого, а шістнадцятий менше дванадцятого.
| Позначення калібру | Варіант позначення | Діаметр ствола, мм |
| ------------------ | ------------------ | ------------------ |
| 36                 | .410               | 10.4               |
| 32                 | .50                | 12.5               |
| 28                 | -                  | 13.8               |
| 24                 | -                  | 14.7               |
| 20                 | -                  | 15.6 (15.5 magnum) |
| 16                 | -                  | 16.8               |
| 12                 | -                  | 18.5 (18.2 magnum) |
| 10                 | -                  | 19.7               |
| 4                  | -                  | 26.5               |

### Набої

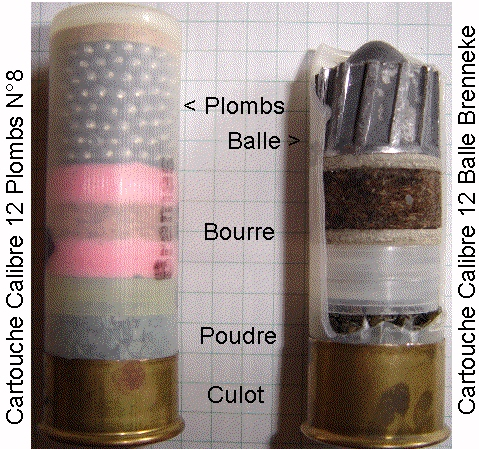
Приклад набоїв для рушниць: з дробом та кулею

Зокрема і для полювання на великих тварин (ведмедя, лося, оленя, тощо) з рушницями на відстані 50-100 м використовують кулі, які мають удар більшої потужності, високу пробивну дію з руйнуванням кісток й найважливіших для життя органів.
Для рушниць виготовляють набої з вражаючими елементами несмертельної травматичної дії у вигляді гумової або пластмасової картечі, куль, а також і так званих «бобових мішечків» (англ. bean bag) — мішечків з гумовою картеччю.
Окрім калібру, набої для сучасних рушниць можуть відрізнятись довжиною гільзи та патронника. При цьому, зазвичай, набої з меншою довжиною гільзи можна використовувати в рушницях того ж калібру, але з довшим патронником (але не навпаки). Для 12-го калібру стандартом патронника є 70 мм (2¾ дюйма). Рушниці з патронником 76 мм (3 дюйма) та набої з такою довжиною гільзи називають «Магнум». Також існують набої та зброя під них з довжиною гільзи 89 мм (3½ дюйма), яку називають «Супер-Магнум».

### «Парадокс»
Гладкоствольні рушниці з невеличкою нарізною ділянкою в дульній частині каналу ствола називають «парадоксами». Ідея нарізати чокове звуження штуцерними нарізами належить англійському мисливцю, полковнику Фосбері, який запатентував її в 1885 році. Постріл кулею з рушниці «парадокс» майже не поступався пострілу з крупнокаліберного штуцера, а бій дробом залишився на рівні ствола з сверловкою напівчок. Однак, такі рушниці потребують спеціальних куль.

## Дробовики
Дробовик — рушниця, призначена для стрільби дробом.

#### Помпові рушниці

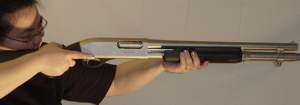
Стрілець тримає ліву руку на цівці помпової рушниці

Рушниці, перезаряджання яких відбувається поздовжнім рухом (пересмикуванням) цівки силою руки стрільця, називають «помповими» (від англ. to pump — «качати»).
Відпирання затвора, зведення курка, та вивільнення чергового патрона з магазина відбувається при русі цівки назад (на себе), а досилання патрона в патронник і запирання затвора при русі цівки вперед (від себе). Конструктивно можливий протилежний порядок дій, однак через те, що відпирання затвора та вивільнення стріляного патрона потребує більших зусиль, фізіологічно зручніше робити це при русі руки «на себе».

## Легальний статус

### Україна
Порядок виготовлення, придбання, зберігання, обліку, перевезення та використання вогнепальної зброї в Україні регулюється наказом МВС № 622 від 21 серпня 1998 року. Згідно з наказом, до мисливської вогнепальної зброї належать: мисливські гвинтівки, карабіни та штуцери, гладкоствольні рушниці, гладкоствольні рушниці із свердловиною «парадокс» з нарізами 100—140 мм на початку або в кінці ствола, мисливські рушниці зі свердловиною «сюпра», комбіновані рушниці, що мають поряд з гладкими і нарізні стволи. При цьому, мисливська зброя повинна відповідати таким вимогам:
- для стрільби зі зброї використовуються мисливські патрони відповідного калібру;
- загальна довжина з розкладеним та зафіксованим прикладом має становити не менше 800 мм;
- місткість магазина (барабана) (з установленим обмежувачем за наявності) нарізної зброї не має перевищувати 10 патронів, а гладкоствольної — 4 патронів;
- мати запобіжник;
- довжина ствола мисливської зброї повинна відповідати вимогам ГСТУ 78-41-002-97.

Правом придбання мисливської гладкоствольної зброї та основних частин до неї користуються громадяни України, які досягли 21-річного віку. Кількість зброї, яку може мати громадянин України, не обмежена, однак власник зброї повинен забезпечити її безумовну схоронність.

## Цікаві факти
Запорожці під час таємних вилазок задля того, щоб ворог не помітив блиску зброї, злегка замочували стволи у розсолі, від чого метал втрачав блиск[джерело?].